# 孙各庄满族乡
孙各庄满族乡，是中华人民共和国天津市蓟州区下辖的，天津市唯一的民族乡。
2020年7月，全国爱卫会命名孙各庄满族乡为2017-2019周期国家卫生乡镇。

## 行政区划
孙各庄满族乡下辖以下地区：
丈烟台村、北太平庄村、永春庄村、朱耳峪村、荣山村、孙各庄村、夏家林村、龙福寺村、王家坎村、朱华山村、建新村、东葛岑村和马家庄村。